# Neocaridina brevidactyla
Neocaridina brevidactyla is een garnalensoort uit de familie van de Atyidae. De wetenschappelijke naam van de soort is voor het eerst geldig gepubliceerd in 2005 door Liang, Chen & W.-X. Li.